# Otto Bemberg
Otto Peter Friedrich Bemberg  (Colonia, 1 de mayo de 1827-París, 2 de marzo de 1895) fue un empresario, financista e industrial alemán, iniciador del imperio económico y dinastía de la "Casa Bemberg" argentina. 

## Biografía
Hijo de Peter Bemberg (el apellido de su abuela paterna era Boullé) y María Teresa Drügg, se estableció temporalmente en Argentina en 1852, fundando una empresa dedicada a la importación de tejidos y exportación de granos; luego se expandió a otras áreas con apoyo de la familia Ocampo, colonizadores y constructores de caminos y puentes, entre otras empresas.
Fue cónsul en París, y en 1860 fundó la destilería Franco Argentina y en 1888 la Brasserie Argentine Société Anonyme en París, llamada posteriormente Cerveza Quilmes, junto a su hijo Otto Sebastián Bemberg, que se había especializado en la fabricación de cerveza en la Universidad Técnica de Múnich[cita requerida], y que en 1928 fundó la casa argentina (Fundación Argentina) en la ciudad universitaria de París[cita requerida].
El 31 de octubre de 1890 se comenzó la producción y la venta de la destilería, con la marca que rescataba la antigua denominación indígena del lugar: Quilmes, tribu nativa de Tucumán que tuvo que emigrar a la Provincia de Buenos Aires.
Durante los gobiernos de Mitre y Avellaneda fomentó la colonización de la Provincia de Santa Fe.
Contrajo nupcias con María Luisa Ocampo Regueira (1831-1920) y tuvieron cuatro hijos, entre ellos Rosa Bemberg, Herman Bemberg y Otto Sebastián, quien consolidó el poderío económico de la familia, incorporando otras marcas y destilerías cerveceras como Schlau y Palermo.
Entre sus descendientes se cuentan la directora de cine María Luisa Bemberg (hija de Otto Eduardo) y su hijo, el empresario Carlos Miguens Bemberg.

## Caso Bemberg
En septiembre de 1942 el ministro Salvador Oria denunció la estafa cometida por la familia Bemberg en el escándalo conocido como Caso Bemberg, en el que la República y la Provincia de Buenos Aires perdieron unos 500 millones de pesos, mientras los Bemberg cobraban 15 millones de pesos en concepto de comisión. Este escándalo terminó con la nacionalización del Puerto de Rosario, en que habían estado implicados los Bemberg.

## Industria cervecera
Otto Bemberg, puso en producción su industria cervecera en la ciudad argentina de Quilmes. La  industria con otros nombres se expandiría por el país, sumando otros rubros como la explotación agrícola y forestal. Además de convertirse en una industria de mucho arraigo popular (por el tipo de bebidas de consumo masivo que producía), [cita requerida]también se convirtió en un cártel, que terminó comportándose como tal. Así las cosas comenzó a tener problemas con el fisco por evasión impositiva. Esta situación litigiosa fue la heredada por la etapa que se instauró en la Argentina entre junio de 1943 y junio de 1946. Según afirmó Juan Domingo Perón, Bemberg fue tomando muchas cervecerías del país (a excepción de algunas cervecerías de Santa Fe) después de arruinar a sus legítimos dueños por la competencia desleal. Tomó todas las fábricas de levadura y monopolizó las malterías. Era desde ese momento el “Rey de la Cerveza”; como tal, había terminado con todos.
A ello se debió la sanción Decreto 9.997 del año 1948, que retiró la personería jurídica al Grupo Bemberg por ocultamiento de patrimonio.[cita requerida]
Por ley del Congreso de la Nación 14.122 del año 1952 se dispuso la liquidación judicial de las empresas y activos del Grupo comprendidas en el Decreto 9997/48. Por el Decreto 7.365/53 se creó la Comisión Administradora de los bienes de la ley 14.122, con la figura de empresa del Estado.
Por el Decreto 13.937/53, se autorizaron las inversiones para la adquisición de las empresas del Grupo.
Por el Decreto 14.205/53 se autorizó a proponer como forma del pago del Grupo, lo que este adeudaba en impuestos. Resulta claro, que el fisco hacía uso del crédito que con su actitud evasora había generado el holding.
Por Decreto 15.599/53, se ampliaron las facultades de la Comisión Administradora de ley 14.122.[cita requerida]
Por Decreto 26.157/53 se aprobó el estatuto orgánico de la Comisión Administradora ley 14.122.
Por Decreto 2.483/54 se otorgaron otras facultades a la Comisión Administradora ley 14.122.
Por Decreto 2.911/54 Se efectuó la compensación de los impuestos adeudados por las empresas del Grupo. 
Mediante la Ley 14.395, del año 1954, de presupuesto para los años 1955-956, en Artículo 27 se autorizaron créditos a los sindicatos que desearan adquirir las empresas del exGrupo.
La ley identificaba como potenciales receptores de este crédito a la Confederación General del Trabajo y a la Federación Obrera Cervecera.
Mediante Decreto 30.170 de 1955, se contabilizaron las sumas invertidas para financiar la compra de empresas del Grupo (ley 14.122, decreto 22.675/54).
Mediante Decreto 14.384/55, se creó una comisión para una solución equitativa para la liquidación judicial dispuesta por ley 14.122.
En virtud de los crédito dispuestos por la Ley 14395, y habiéndose convertido el grupo Bemberg, liquidado judicialmente por la ley 14.122, en una empresa del Estado; en el verano austral de 1955, por el gobierno constitucional encabezado por el presidente Perón. Mientras que la rama forestal del grupo, se convirtió en una cooperativa obrera.
Tras el golpe de Estado de septiembre de 1955, que derrocó a Perón, usurpó el poder la dictadura autodenominada Revolución Libertadora.
El Gobierno “provisional”, en el marco de la política económica, diseñada por el economista Raúl Prebisch, que determinó la afiliación al Fondo Monetario Internacional y al Banco Internacional de Reconstrucción y Fomento, actual Banco Mundial, envió la misión Verrier a procurar inversiones extranjeras. En el Club de París se puso como condición al gobierno de facto dejar sin efecto lo actuado en lo que aquí se conocía como “caso Bemberg”,  
El gobierno provisional aceptó el condicionamiento y el grupo fue devuelto a sus anteriores dueños, y las deudas fueron estatizadas. 
Así  los herederos de Otto Bemberg, vendieron en 2006, la mitad lo que se les había asignado, en 1956, y en estos días han vendido el resto a un holding, que asentado en el Brasil, pertenece a capitales europeos.